# 窄額魨
窄額魨為輻鰭魚綱魨形目四齒魨亞目四齒魨科的其中一種，為亞熱帶海水魚，分布於東印度洋澳洲東部海域，棲息深度可達30公尺，體長可達21公分，棲息在淺水域，生活習性不明，具有毒性。

## 扩展阅读
維基物種上的相關：窄額魨